# Eleonore von England (1269–1298)
Eleonore von England (englisch Eleanor) (* 17. Juni 1264 oder Juni 1269; † August 1298 oder 12. Oktober 1298) war eine englische Königstochter. 

## Leben
Eleonore entstammte der Familie Plantagenet. Sie gilt nach manchen Angaben als die älteste Tochter des englischen Thronfolgers Eduard und dessen Frau Eleonore von Kastilien, doch vermutlich war sie deren fünftes Kind und die dritte Tochter. Sie wuchs im Haushalt ihres älteren Bruders Heinrich und mit ihrem Cousin John of Brittany auf, während ihre Eltern ab 1270 einen Kreuzzug ins Heilige Land unternahmen. Ihr Vater wurde nach dem Tod von Eleonores Großvater Heinrich III. 1272 englischer König, doch erst im August 1274 kehrten ihre Eltern nach England zurück. Auch danach ist nur wenig über Eleonores Kindheit bekannt. Nach dem Tod von Heinrich 1274 lebte sie mit ihren übrigen Geschwistern in einem Haushalt. Bereits als ihr Vater von 1273 bis 1274 in der südwestfranzösischen Gascogne war, plante er, Eleonore mit dem ältesten Sohn von Prinz Peter von Aragon zu verheiraten, doch der Plan scheiterte. Ihr Vater versuchte weiter, sie zur Verbesserung der Beziehungen mit einem anderen europäischen Prinzen zu verheiraten. Schließlich wurde sie im August 1282 nach längeren Verhandlungen per Stellvertreterhochzeit mit König Alfons III. von Aragón verheiratet, wozu John de Vescy und Bischof Antony Bek nach Aragón gereist waren. Eleonore war mit ihrem Bräutigam im vierten Grad verwandt, und Papst Martin IV. stellte den erforderlichen Dispens nicht aus. Auch ihr Vater und besonders ihre Mutter und ihre Großmutter Eleonore von der Provence verhinderten weiter Eleonores Abreise aus England. Alfons III. starb schließlich 1291, ohne dass Eleonore nach Spanien gereist war. Sie wurde daraufhin im September 1293 mit Graf Heinrich von Bar verheiratet, der sich damit mit dem englischen König gegen den französischen König verbündete. Tatsächlich unterstützte Heinrich von Bar im Krieg gegen Frankreich ab 1294 den englischen König.

## Nachkommen
Mit ihrem Mann Heinrich von Bar hatte Eleonore mindestens drei Kinder, die das Erwachsenenalter erreichten:
- Eduard (* 1296; † 1336), Graf von Bar
- Eleonore (* 1285), ⚭ Llewelyn ab Owain
- Jeanne (* 1295; † 1361) ⚭ John de Warenne, 7. Earl of Surrey

Eleonore starb vor ihrem Ehemann und wurde in der Westminster Abbey bestattet.